# Bermudas nos Jogos Olímpicos de Inverno de 2018
As Bermudas participaram dos Jogos Olímpicos de Inverno de 2018, realizados na cidade de Pyeongchang, na Coreia do Sul. 
Foi a oitava aparição consecutiva do país em Olimpíadas de Inverno desde a sua estreia na edição de 1992, em Albertville. Pela terceira vez, seu único representante foi o esquiador cross-country Tucker Murphy.

## Desempenho

### Esqui cross-country
Masculino
| Atleta        | Evento      | Final   | Final |
| Atleta        | Evento      | Tempo   | Pos.  |
| ------------- | ----------- | ------- | ----- |
| Tucker Murphy | 15 km livre | 43:05.7 | 104º  |

Legenda
| Recorde mundial      | Recorde mundial (World record)               |                       | Recorde africano                      | Recorde africano (African) |                                           | Q | Classificado por posição (Qualified) |
| Recorde olímpico     | Recorde olímpico (Olympic record)            | Recorde da América    | Recorde da América (Americas)         | q                          | Classificado por melhor tempo (Qualified) |   |                                      |
| Melhor marca do ano  | Melhor marca do ano (World leading)          | Recorde asiático      | Recorde asiático (Asian)              | DNS                        | Não largou (Did not start)                |   |                                      |
| Recorde nacional     | Recorde nacional (National record)           | Recorde europeu       | Recorde europeu (European)            | DNF                        | Não terminou (Did not finish)             |   |                                      |
| Recorde pessoal      | Recorde pessoal do atleta (Personal best)    | Recorde da Oceania    | Recorde da Oceania (Oceania)          | DSQ / DQ                   | Desclassificado (Disqualified)            |   |                                      |
| Recorde da temporada | Recorde da temporada do atleta (Season best) | Recorde sul-americano | Recorde sul-americano (South America) | NM                         | Sem marca (No mark)                       |   |                                      |